# 法尔恰诺-德尔马西科
法尔恰诺-德尔马西科（義大利語：Falciano del Massico），是意大利卡塞塔省的一个市镇。总面积42平方公里，人口3746人，人口密度89.2人/平方公里（2009年）。ISTAT代码为061101。